# Planar-sechsfach-koordinierter Kohlenstoff

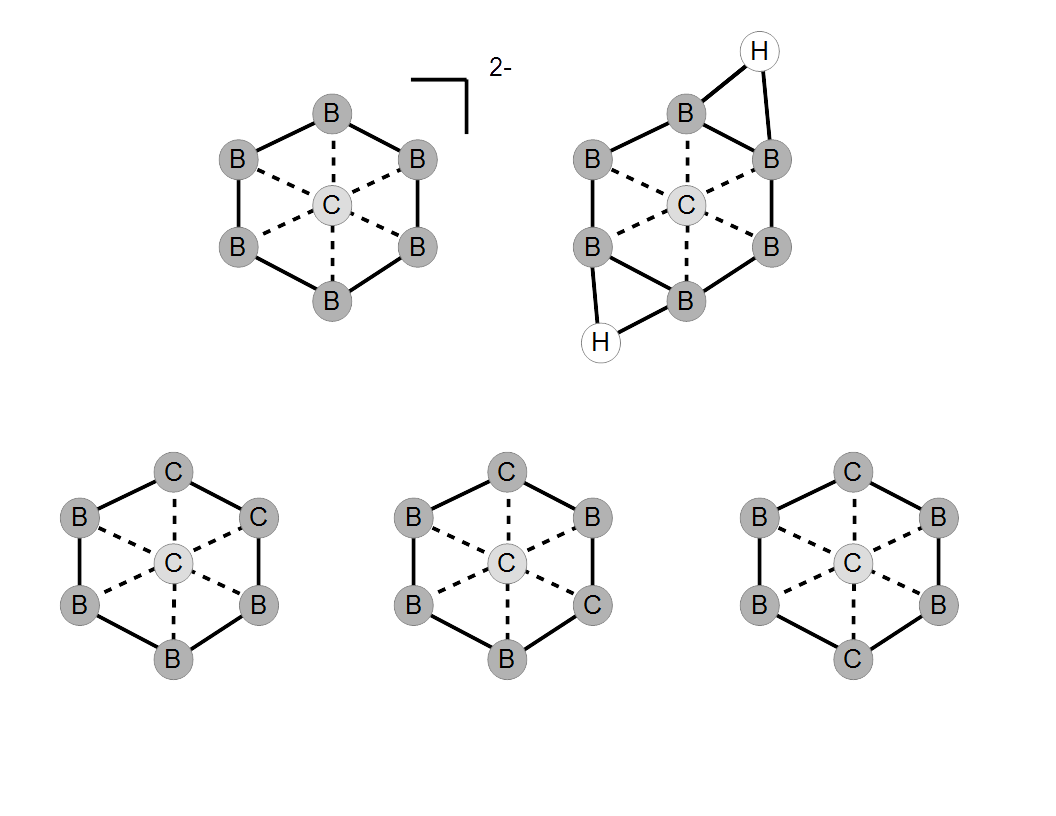
Verbindungen mit planar-sechsfach-koordiniertem Kohlenstoff, die anhand von quantenchemischen Rechnungen auf höchstem Niveau als geeignet für experimentelle Verifizierung gefunden wurden (CCSD(T)/cc-pVTZ, echte energetische Minima, Aktivierungsbarrieren zur Umlagerung 96–147 kJ/mol für die B_{4}C_{3}-Isomere).

Planar-sechsfach-koordinierter Kohlenstoff ist eine Extremform der chemischen Bindung, für die mit Hilfe aufwendiger quantenchemischer Methoden mögliche Realisierungsmöglichkeiten identifiziert wurden.

## Vorgeschichte
Kohlenstoff wird in der Regel vierbindig angetroffen, wobei gemäß dem Konzept der Hybridisierung die Koordinationszahlen (Koordinationsarten) vier (tetraedrisch; sp3-Hybridisierung), drei (trigonal; sp2-Hybridisierung) oder zwei (linear; sp-Hybridisierung) angetroffen werden.
van ’t Hoff und Joseph LeBel lieferten mit der Erkenntnis um die tetraedrischen Koordination des sp3-hybridisierten Kohlenstoffs ein frühes Beispiel dafür, wie wichtig das Verständnis um Bindigkeit und Koordinationszahlen und -Arten ist (siehe Chiralität).

## Untersuchungen
Es hat nicht an Versuchen gefehlt, über die bekannten Bindungssituationen des Kohlenstoffs hinauszukommen. Hierzu gehören Untersuchungen zu planar-vierfach-koordiniertem Kohlenstoff (Anti-van’t-Hoff-LeBel-Verbindungen) oder auch zu sechsfach-koordiniertem Kohlenstoff.
Die experimentell verifizierten Beispiele für sechsfach-koordinierten Kohlenstoff sind dabei dadurch ausgezeichnet, dass der Kohlenstoff von den Koordinationspartnern räumlich umgeben ist, d. h., sich im Zentrum eines trigonalen Prismas oder eines Oktaeders befindet.
Eine planare Sechsfachkoordination ist somit besonders herausfordernd und sollte möglich sein, wenn
1. Bindungssituationen gefunden werden können, die keine ungewöhnlichen Element-Element-Bindungslängen aufweisen
2. Bindungssituationen gefunden werden können, bei denen keine „ungünstigen“, d. h. stark antibindenden Orbitale besetzt werden müssen
3. eine Stabilisierung durch Aromatizität (= cyclische Delokalisation) von 4n+2-Elektronen zu erwarten ist.

Unter Anwendung dieser drei Kriterien konnten K. Exner und Paul von Ragué Schleyer durch quantenchemische Rechnungen zeigen, dass in der Tat das B6C-Dianion, mit einem planar von sechs Boratomen umgebenen Kohlenstoff, eine beobachtbare Spezies sein muss. Die doppelt protonierte Form des Dianions (H2B6C) sowie die drei isoelektronischen, neutralen Verbindungen B4C3, die ein planar-sechsfach durch einen B4C2-Ring koordinierten zentralen Kohlenstoff aufweisen, werden von anspruchsvollen quantenchemischen Rechnungen ebenfalls als für eine experimentelle Beobachtung ausreichend stabile Spezies vorhergesagt.